# Sikirycze
Sikirycze, Siekierzyce (ukr. Сокиричі) – wieś na Ukrainie w rejonie łuckim obwodu wołyńskiego.
Do 2020 w rejonie kiwereckim. 